# Eringhem
Eringhem (Eringem in Tiếng Hà Lan) là một xã ở tỉnh Nord trong vùng Hauts-de-France, Pháp.